# Ringsted Herred
Ringsted Herred var et herred i Sorø Amt. Herredet hørte i middelalderen under Sjællands Meddelsyssel og udgjorde Ringsted Len. Det blev i 1662 ændret til Ringsted Amt, som da stadig kun udgjorde Ringsted Herred, indtil det i 1748 blev lagt sammen med Sorø Amt, og i 1798 (i henhold til reformen i 1793) blev lagt sammen med de øvrige herreder i Sorø Amt.
I herredet ligger købstaden Ringsted samt følgende sogne:
- Allindemagle Sogn
- Benløse Sogn
- Bringstrup Sogn
- Bråby Sogn
- Farendløse Sogn
- Freerslev Sogn
- Haraldsted Sogn
- Haslev Sogn
- Høm Sogn
- Jystrup Sogn
- Kværkeby Sogn
- Nordrupøster Sogn
- Ringsted Sogn
- Ringsted Landsogn
- Sigersted Sogn
- Sneslev Sogn
- Teestrup Sogn
- Terslev Sogn
- Valsølille Sogn
- Vetterslev Sogn
- Vigersted Sogn
- Øde Førslev Sogn
- Ørslev Sogn